# Groenland : vingt mille lieues sur les glaces
Pour plus de détails, voir Fiche technique et Distribution.
Groenland : vingt mille lieues sur les glaces est un film documentaire français réalisé par Marcel Ichac et Jean-Jacques Languepin, sorti en 1952.

## Synopsis
L'expédition de Paul-Émile Victor au Groenland, en 1949.

## Fiche technique
- Titre : Groenland : vingt mille lieues sur les glaces
- Réalisation : Marcel Ichac et Jean-Jacques Languepin
- Scénario : Marcel Ichac et Jean-Jacques Languepin
- Photographie : Marcel Ichac et Jean-Jacques Languepin
- Musique : Tony Aubin
- Production : Marcel Ichac Films
- Pays d'origine :  France
- Genre : Documentaire
- Durée : 70 minutes
- Date de sortie : France - 23 avril 1952
- Affiche : Roger Soubie (France)

## Récompenses et distinctions
- 1952 : Prix spécial du jury (film scientifique ou pédagogique) au Festival de Cannes[1]